# San Antonio de Flores (El Paraíso)
San Antonio de Flores é uma cidade hondurenha do departamento de El Paraíso.